# Maurice Schnebelen
Maurice Schnebelen, né le 17 juin 1910 à Thionville et mort le 25 mars 1976 à Saint-Michel, est un homme politique français.

## Biographie
Fils d'un couple de négociants en porcelaine et cristaux d'art, Maurice Schnebelen suit des études secondaires dans des établissements catholiques, dans les Vosges, puis en Belgique, avant de se diriger vers la faculté de pharmacie, d'abord à Nancy, puis à Lille.
Diplômé peu avant le déclenchement de la seconde guerre mondiale, il est mobilisé au sein des services de santé.
Après la guerre, il s'installe à Sierck-les-Bains. Deux ans plus tard, il est élu conseiller municipal, sous l'étiquette du Mouvement Républicain Populaire, qu'il abandonne par la suite pour se présenter comme « indépendant ». En 1953, il devient maire de la commune, fonction qu'il conserve jusqu'à sa mort.
En 1962, le député sortant de la circonscription dans laquelle se trouve Sierck, Robert Schuman, décide de ne pas se représenter. Schnebelen se porte candidat, sous l'étiquette des Républicains indépendants, et avec le soutien de l'UNR et de Schuman. Il est facilement élu au second tour face à une gauche divisée entre deux candidats, socialiste et communiste.
En 1963 et 1964, il est rapporteur du budget des Anciens Combattants et victimes de guerre. Dans ce cadre, il s'intéresse particulièrement à la situation particulière des mosellans : il plaide pour que les anciens combattants de la première guerre mondiale (enrôlés dans les armées allemandes) soient reconnus comme tels, et pour que soient menées des recherches sur le sort des Alsaciens et Mosellans disparus en URSS pendant la seconde guerre mondiale.
Réélu en 1967, avec 47 % au second tour, lors d'une triangulaire, il est secrétaire de la commission des affaires culturelles, familiales et sociales, fonction qu'il conserve après sa facile réélection l'année suivante, avec 57,3 % des voix au second tour.
Pendant cette législature, il est rapporteur du budget des affaires culturelles de l'année 1969.
Réélu en 1973, avec 53,9 % des voix au second tour contre le candidat communiste, il fait partie des parlementaires qui saisissent le conseil constitutionnel contre la Loi Veil en décembre 1974.
Il meurt brutalement, d'une crise cardiaque, à l'âge de 65 ans. Il est remplacé par Henri Feretti.